# Station Frome
Frome is een spoorwegstation van National Rail in Frome, Mendip in Engeland. Het station is eigendom van Network Rail en wordt beheerd door Great Western Railway. Het station is Grade II listed